# Cerithiopsis denticulata
Cerithiopsis denticulata is een slakkensoort uit de familie van de Cerithiopsidae. De wetenschappelijke naam van de soort is voor het eerst geldig gepubliceerd in 2010 door Cecalupo & Robba.